# Matsumoto Daiki
Daiki Matsumoto (sinh ngày 29 tháng 5 năm 1991) là một cầu thủ bóng đá người Nhật Bản.

## Sự nghiệp câu lạc bộ
Daiki Matsumoto đã từng chơi cho Ventforet Kofu và V-Varen Nagasaki.